# Вацет, Пётр Иванович
Пётр Иванович Ваце́т — советский учёный в области ядерной физики, доктор физико-математических наук, лауреат Сталинской премии 3-й степени (1953) и Государственной премии СССР (1977).
Родился 25 августа (7 сентября) 1911 года в с.Загорье (ныне Великолукский район Псковской области).
Окончил Южно-Сибирский университет в Иркутске (1938).
Участник войны, старший техник-лейтенант.
С ноября 1946 по 1956 г. работал в Лаборатории № 1 С:
- выполнял правительственное задание по изучению деления тяжелых ядер нейтронами (1946—1950),
- исследовал взаимодействия нейтронов с изотопами лития (1950—1952),
- исследовал взаимодействия протонов с легкими ядрами (1952—1956).

В 1952 г. в Лаборатории измерительных приборов (Лаборатория № 2) на учёном совете под председательством И. В. Курчатова защитил кандидатскую диссертацию по специальной тематике.
С 1956 г. работал в Харьковском ордена Ленина физико-техническом институте АН УССР: старший научный сотрудник, с 1966 по 1981 год начальник лаборатории по изучению многочастичных фото- и электроядерных реакций на ускорителях электронов 2000 МэВ и 360 МэВ.
По совместительству — доцент и профессор кафедры физики атомного ядра (позже кафедра экспериментальной ядерной физики) Харьковского государственного университета.
С 1981 года на пенсии.
Докторская диссертация (защищена 26 февраля 1974 года):
- Фоторасщепление ядра He4 : диссертация … доктора физико-математических наук : 01.04.16. — Харьков, 1973. — 279 с. : ил.

Лауреат Сталинской премии 3-й степени (Сталинские премии по Постановлению СМ СССР № 3044-1304сс от 31 декабря 1953 года) — за ядерно-физические исследования, связанные с разработкой и испытанием изделия РДС-6с.
Лауреат Государственной премии СССР 1977 года (в составе авторского коллектива) — за цикл работ по исследованию расщепления лёгких ядер γ-лучами высокой энергии методом камер Вильсона, действующих в мощных пучках электронных ускорителей.
Награждён орденом «Знак Почёта» (1953).
Умер 3 апреля 1992 года в Харькове.
Сочинения:
- К определению параметров углового распределения продуктов реакций фотодезинтеграции при обработке стереоснимков [Текст] / П. И. Вацет, И. А. Колтунов. — Харьков : [б. и.], 1972. — 6 с.; 20 см. — (Издания/ АН УССР. Физ.-техн. ин-т. ХФТИ; 72-28).
- О возможности получения монохроматического поляризированного пучка фотонов для исследования фотоядерных реакций на ускорителе ЛУ-2000 с помощью лазера [Текст] / А. Ф. Ходячих, П. И. Вацет, В. В. Кириченко. — Харьков : [б. и.], 1979. — 15 с.; 20 см. — (Издания/ Харьк. физ.-техн. ин-т АН УССР (ХФТИ); 79-37).
- Вацет П. И., Тонапетян С. Г., Дорофеев Г. А. Детектор нейтронов с постоянной чувствительностью к нейтронам с энергиями от 0,025 до 14 Мэв // Атомная энергия. Том 7, вып. 2. — 1959. — С. 172—174.
- Вальтер А. К., Вацет П. И., Колесников Л. Я., Тонапетян С. Г., Чернявский К. К., Шпетный А. И. Выход нейтронов из реакций Li6 (t, n) и Li7 (t, n) // Атомная энергия. Том 10, вып. 6. — 1961. — С. 577—586.